# Кузьмин, Аполлон Григорьевич
Аполло́н Григо́рьевич Кузьми́н (8 сентября 1928, село Высокие Поляны, Рязанская губерния — 9 мая 2004, Рязань) — советский и российский историк, публицист, общественный деятель. Доктор исторических наук, профессор. Автор работ о происхождении Древней Руси. Был сторонником антинорманизма — южнобалтийской гипотезы. Ведущий советский антинорманист. Участвовал в советской кампании по «борьбе с сионизмом». Придерживался в истории патриотического целеполагания. Видный член движения русских националистов, известного как «русская партия».

## Биография
Аполлон Кузьмин родился 8 сентября 1928 года в селе Высокие Поляны Пителинского района Рязанской области.
В 1952 году поступил на исторический факультет Рязанского педагогического института. Окончил исторический факультет Рязанского государственного педагогического института (1956). В 1958 году поступил в аспирантуру на кафедру источниковедения МГУ, научный руководитель — академик М. Н. Тихомиров. Кандидатскую диссертацию «Рязанское летописание. Сведения летописей о Рязани и Муроме периода их самостоятельности» защитил в 1963 году.
В начале 1960-х годов по приглашению своего учителя академика М. Н. Тихомирова  вошёл в состав рабочей группы Института истории АН СССР по публикации «Полного собрания русских летописей». Затем в конце 1960-х годов по рекомендации академиков Б. А. Рыбакова и И. Д. Ковальченко Кузьмин стал заместителем главного редактора журнала «Вопросы истории» (переехал в Москву), совмещая эту должность с работой на кафедре истории феодализма исторического факультета МГУ. В этот период активно участвовал в различных дискуссиях по ключевым проблемам российской истории (этногенез славян, происхождение Древнерусского государства, изучение русского летописания, подлинность «Слова о полку Игореве» и др.).
В 1975 году по приглашению профессора Д. С. Бабурина перешёл на работу в МГПИ им. Ленина, где проработал почти 30 лет и подготовил несколько десятков докторов и кандидатов исторических наук (А. Ф. Киселёв, С. В. Перевезенцев, В. В. Фомин, В. И. Вышегородцев, Г. А. Артамонов, В. В. Маландин, В. И. Меркулов, Е. С. Галкина, Е. А. Колесникова, Ю. А. Мамаева, Г. В. Талина, В. В. Горский и др.)
В 1996 году в автокатастрофе погибла его дочь Татьяна. В начале 2000-х годов Кузьмин приехал в Рязань на отдых и лечение к своей старшей дочери Ирине. Скончался 9 мая 2004 года от заражения крови в Рязанской областной больнице. Похоронен в Москве, на Хованском кладбище, после отпевания в храме Архангела Михаила в Тропарёве.

## Научная деятельность
В 1963 году защитил кандидатскую диссертацию «Рязанское летописание», а в 1971 году — докторскую «Начальные этапы древнерусского летописания» (официальные оппоненты П. П. Епифанов, А. П. Пронштейн и В. Л. Янин; последний дал отрицательный отзыв).
Является автором ряда концепций, связанных с изучением этногенеза индоевропейцев и славян, древнерусского летописания, «варяжской», «норманской», «русской» и «хазарской» проблем, происхождения Древнерусского государства, типологии первичных форм социальной организации индоевропейских народов, истоков русского христианства и крещения Руси, проблемы диалектики взаимоотношений «земли» (общества) и «власти» (государства)[уточнить].
В 1970—1980-е годы Кузьмин почти в одиночку отстаивал точку зрения, что варяги не были скандинавами. В рамках занимаемой Кузьминым позиции варяги считаются прибалтийскими славянами на основании этимологий и западнославянских влияний на язык и материальную культуру северо-западных областей Древней Руси. Исследуя летописное сказание о призвании варягов, Кузьмин в целом следовал концепции А. А. Шахматова.
Кузьмин полемизировал в печати с Л. Н. Гумилёвым, А. А. Зиминым, Э. Киннаном, А. Поппэ, Л. В. Черепниным и другими известными историками. По оценке В. А. Кучкина, Кузьмин не был согласен ни с норманистами, ни с антинорманистами, а основную проблему их спора — о значении иноземного начала в русской истории — он по сути дела решал так же, как и норманисты.
Ознакомившись в изложении польского историка XVIII века Х. Ф. Фризе с летописью Коменского из архива Жиротинов, Кузьмин предположил, что источником этих известий могли быть древние моравские хроники.
В статье «Об этнической природе варягов» (1974) Кузьмин пытался доказать, что большая часть русских и варяжских имён имеет кельтское происхождение, а летописные варяги были ославяненными кельтами, но позднее окончательно утвердился на позиции поморско-славянского происхождения варягов.
Ещё в советский период он заявлял об «арийских корнях» славян. Критиковал сторонников подлинности «Влесовой книги».
Кузьмин пытался отождествить влахов Пространного Жития Мефодия с волохами «Повести временных лет» — он предложил связать влахъ с арианскими готами, археологические следы которых в Паннонии прослеживаются вплоть до IX века, или с потомками лангобардов, которых в римской традиции также иногда именовали готами.

## Общественная деятельность
В советское время активно участвовал в кампании по «борьбе с сионизмом», который впоследствии назвал «механизмом власти врагов рода человеческого». Кузьмин входил в националистический кружок И. Милованова. Этот кружок в начале 1970-х годов выполнял объёмный заказ аппарата ЦК КПСС на идеологическое сопровождение кампании по «борьбе с сионизмом».
Будучи заместителем главного редактора академического журнала «Вопросы истории», А. Г. Кузьмин, в число задач которого входило курировать «антисионистские» публикации, вопреки главному редактору и части редколлегии выдвинул публикацию В. Большакова, содержащую, помимо критики сионизма, также порицание ошибок в этом плане журнала «Мировая экономика и международные отношения», который возглавлял бывший руководитель ТАСС Я. С. Хавенсон, убранный в 1948 года со своего поста в период кампании по «борьбе с антикосмополитизмом». Вскоре секретарь редакции вскрыла новогоднюю поздравительную открытку от Большакова Кузьмину, где нашла текст, который стал достоянием редакции: «Желаю тебе новых побед. Против нашей Руси вся эта сволочь жидковата». Последнее слово в своей публикации сотрудник Международного отдела ЦК КПСС А. С. Черняев выделил курсивом. По мнению Н. А. Митрохина, эта игра слов была в духе «русской партии» и легко читалась их оппонентами.
Кузьмин был в числе авторов «Записки», направленной антисионистами в Международный отдел пропаганды ЦК КПСС от 30 марта 1974 года, содержащей жалобу на главного редактора «Советиш геймланд» Арона Вергелиса, который на страницах своего журнала осудил книгу Е. С. Евсеева «Фашизм под голубой звездой».
В 1974 году в рецензии на книгу «Сионизм. Теория и практика» приводил цитату из «меморандума одного из еврейских обществ США», свидетельствующую о давнем («от времен Моисея») стремлении евреев «господствовать над миром». Был автором главы в книге «Идеология и практика международного сионизма» (М., 1978), а в 1979 году рецензировал в журнале «Молодая гвардия» ещё одну книгу о сионизме.
По свидетельству писателя (кандидата исторических наук) С. Н. Семанова,

… Кузьмин сказал, что дает бумаги своим студентам (это младшие даже курсы), а те распространяют, то же и дочь. Зря это! Польза очень невелика от того, что десяток первокурсников прозреют, а он может на этом крупно и некрасиво попасться, испортить то немногое, чего мы добились в Пединституте.
— Дневниковая запись С. Н. Семанова за 24 февраля 1980 года
В 1980-е годы Кузьмин, будучи видным членом «русской партии», включился в кампанию популяризации литературного творчества писателя Валентина Иванова. Кузьмин написал объёмное послесловие для массового издания романа Иванова «Повести древних лет», который в 1985 и 1986 годах издавался издательством «Современник» тиражом по 200 000 экземпляров. В 1986 году издательство «Молодая гвардия» переизданием романа Иванова «Русь изначальная» открыло библиотеку-серию «История Отечества в романах, повестях, документах». Издание было снабжено вводными статьями и набором приложений Кузьмина, который рекомендовал это издание своим студентам в качестве учебного пособия. Предисловия демонстрировали собственные воззрения Кузьмина по варяго-русскому вопросу.
В 1990 году историк выступал за переиздание «Протоколов сионских мудрецов», тогда же подписал «Письмо семидесяти четырёх». В позднейших публикациях А. Г. Кузьмин связывал с сионизмом своих оппонентов в науке, причисляя «антинорманизм» в советской историографии[уточнить] к последствиям решений «сионистского конгресса 1962[уточнить] года».
Кузьмин был председателем политической организации «Московское добровольное общество защиты русской культуры „Отечество“» (1989 — начало 1990-х годов), в правлении которой участвовал Александр Руцкой. Входил в Координационный совет НПСР.
В 1999 году писал о том, что в РФ продолжается практика искусственного создания привилегий для всех народов, кроме русского. Кузьмин считал «ненормальным» то, что в условиях слома прежней общественной системы 50 % российской территории «приватизируют» 7 % её жителей, поскольку границы республик проводились без опроса населения и везде за счёт русских земель.

## Оценки деятельности
В некрологе в «Советской России» ректорат, сотрудники и студенты исторического факультета МПГУ, правление Союза писателей России, правление МГДОРК «Отечество» так оценили деятельность Кузьмина:

Аполлон Григорьевич всегда был истинным патриотом России, занимал активную гражданскую позицию, внес весомый вклад в развитие русского патриотического движения. Гордостью за прошлое и болью за настоящее проникнуты его публицистические работы в «Нашем современнике», «Молодой гвардии» и других патриотических изданиях… Аполлон Григорьевич никогда не боялся вступать в открытый бой с недругами нашего Отечества.
Коллега учёного историк М. Ю. Лачаева в биографической статье о Кузьмине писала:

Сочетание в творчестве А. Г. Кузьмина науки и публицистики не вредило друг другу, более того, публицистика позволяла рельефно и образно формулировать сложившиеся концептуальные положения. Он понимал, что хранитель памяти, историк несет методологическую ответственность, и к нему в полной мере применимо требование научной щепетильности и ответственности за смысл и форму языкового выражения.
Сторонник антинорманизма к.и.н. В. И. Меркулов (2007) писал: «А. Г. Кузьмин всегда понимал и понимает, что изучение истории как таковой бессмысленно. Наука должна служить народу, помогать ему осознать собственную роль и предназначение, предостеречь от роковых ошибок. Считая, что история обязана влиять на политику, профессор был одним из основателей русского патриотического движения». По словам одного из учеников Кузьмина историка С. В. Перевезенцева (2005), Кузьмин «считал, что „чистая наука“ — это слишком уж „узкое“ занятие. Главная задача ученого — служить своему Отечеству, быть гражданином и патриотом».
Историк А. А. Зимин рассматривал идеи Кузьмина об исконности полянской руси в Киеве как тенденциозные, отмечая игнорирование им текстологических принципов при анализе летописей и субъективность выводов. Критически оценивали исследовательскую методику Кузьмина Д. С. Лихачёв, В. Л. Янин и Я. С. Лурье. По мнению В. Б. Кобрина, Кузьмин занимался подгонкой фактов под собственные априорные суждения. Непоследовательность Кузьмина как исследователя проявилась следующим образом: поначалу он считал призвание варягов-скандинавов мифом, но затем признал его подлинным событием с участием варягов-славян. При этом Кузьмин откровенно объявил, что его прежний «подход логичен, если исходить из представления о „варягах“ как скандинавах. Пересмотр этого положения существенно меняет оценку всего предания». В связи с этой сменой взглядов Я. С. Лурье упрекал Кузьмина в «потребительском» отношении к источникам. Он писал, что исторические построения Кузьмина «представляют собой не гипотезы, а в сущности простые догадки», поскольку базируются на допущениях, не подкреплённых аргументами.
По мнению историка и филолога Е. А. Мельниковой, в 1970-е годы Кузьмин возродил антинорманизм середины XIX века, в той его форме, которая была выдвинута М. В. Ломоносовым и развита С. А. Гедеоновым. Согласно Мельниковой, эта концепция использует ненаучные этимологии (при отсутствии у Кузьмина филологической подготовки) и смешивает западных славян с поморскими, а используемые в качестве аргументации следы поморских славян в археологическом материале немногочисленны.
Историк В. А. Шнирельман относит Кузьмина к числу учёных-почвенников. Историк В. В. Пузанов пишет о противоречивости взглядов Кузьмина и его сторонников («почему признание „норманнского“ происхождения „руси“ равносильно признанию неспособности восточных славян к государственному строительству, а „иранского“ или „кельтского“ — нет?») и отмечает, что «западнославянская» теория древнерусского политогенеза принципиально не отличается от «скандинавской».
Учеником и последователем Кузьмина является историк В. В. Фомин, которого историк и археолог Л. С. Клейн называет «современным лидером антинорманизма».

## Некоторые работы
Автор около 350 научных публикаций.
- Кузьмин А. Г. Рязанское летописание : (Сведения летописей о Рязани и Муроме периода их самостоятельности) : Автореферат дис. на соискание ученой степени кандидата исторических наук / Моск. ордена Ленина и ордена Трудового Красного Знамени гос. ун-т им. М. В. Ломоносова. Кафедра источниковедения истории СССР. — М.: [б. и.], 1963. Архивировано 22 апреля 2022 года.
- Рязанское летописание: Сведения летописей о Рязани и Муроме до середины XVI в. — М.: Наука, 1965. — 286 с. — 2400 экз.
- Русские летописи как источник по истории Древней Руси / М-во просвещения СССР. Рязанский гос. пед. ин-т. — Рязань: Б. и., 1969. — 242 с.
- Начальные этапы древнерусского летописания. — М.: Изд-во МГУ, 1977. — 408 с. — 6300 экз.
- Татищев. — М.: Молодая гвардия, 1981. — 352 с. — (Жизнь замечательных людей). — 100 000 экз.
  - Татищев. — Изд. 2-е. — М.: Молодая гвардия, 1987. — 368 с. — (Жизнь замечательных людей). — 150 000 экз.
- Падение Перуна: Становление христианства на Руси. — М.: Молодая гвардия, 1988. — 240 с. — 150 000 экз. — ISBN 5-235-00053-6.
- «Крещение Руси» в трудах русских и советских историков / Вступ. ст. А. Г. Кузьмина; Сост. А. Г. Кузьмин и др. — М.: Мысль, 1988. — 333 [3] с. ISBN 5-244-00114-0
- К какому храму мы ищем дорогу? (История глазами современника). — М.: Современник, 1989. — 400 с. — 30 000 экз. — ISBN 5-270-00982-X.
- «Златоструй» (М., 1990; публикация)
- Кто в Прибалтике «коренной»? — М., 1993.
- Славяне и Русь: Проблемы и идеи: Концепции, рождённые трёхвековой полемикой, в хрестоматийном изложении / Сост., предисл., послесл. и коммент. А. Г. Кузьмина; Отв. ред. А. Ф. Киселёв. — М.: Флинта: Наука, 1998. — 488 с. — 3000 экз. — ISBN 5-89349-094-0, ISBN 5-02-011704-8.
  - Славяне и Русь: Проблемы и идеи: Концепции, рождённые трёхвековой полемикой, в хрестоматийном изложении / Сост., предисл., послесл. и коммент. А. Г. Кузьмина. — М.: Наука; Флинта, 2001. — 488 с. — 1500 экз. — ISBN 5-89349-206-4, ISBN 5-02-008763-7.
- «Источниковедение Древней Руси» (2001);
- Источниковедение истории России (с древнейших времен до монгольского завоевания): Учебное пособие. — М.: Прометей, 2002. — 240 с. — ISBN 5-7042-1131-3.
- Начало Руси: Тайны рождения русского народа. — М.: Вече, 2003. — 630 с. — (Тайны Земли Русской). — 7000 экз. — ISBN 5-9533-0121-9, ISBN 5-9533-0032-8.
- Крещение Руси. — М.: Эксмо, Алгоритм, 2004. — 416 с. — (Истоки). — 3000 экз. — ISBN 5-699-05744-7.
- Мародёры на дорогах истории. — М.: Русская панорама, 2005. — 336 с. — (Размышления историка). — 2000 экз. — ISBN 5-93165-112-8.
- «История России с древнейших времен до 1618 г.» (тт. 1—2, 2004; редактор)
- Крещение Киевской Руси. — М.: Алгоритм, 2012. — 272 с.
- Древнерусская цивилизация. — М. : Алгоритм, 2013. — 496 с. — (Подлинная история Руси). — 1000 экз.

- Об источниковедческой основе «Истории Российской» В. Н. Татищева // Вопросы истории. — 1963. — № 9. — С. 214‒218.
- Ипатьевская летопись и «Слово и полку Игореве» (по поводу статьи А. А. Зимина) // История СССР. — 1968. — № 6. — С. 64-87.
- «Слово о полку Игореве» о начале Русской земли // Вопросы истории. — 1969. — № 5. — С. 53‒66.
- Две концепции начала Руси в Повести временных лет // История СССР. — 1969. — № 6. — С. 81-105.
- «Варяги» и «Русь» на Балтийском море // Вопросы истории. — 1970. — № 10. — С. 28‒55.
- Древнерусские исторические традиции и идейные течения XI века // Вопросы истории. — 1971. — № 10. — С. 55‒76.
- Воронин Н. Н., Кузьмин А. Г. Духовная культура Древней Руси // Вопросы истории. — 1972. — № 9. — С. 111‒132.
- Спорные вопросы методологии изучения русских летописей // Вопросы истории. — 1973. — № 2. — С. 32‒53.
- Против спекуляций по поводу переписки Курбского и Ивана Грозного // Вопросы истории. — 1973. — № 9.
- К спорам о методологии изучения Начального Летописания // История СССР. — 1973. — № 4. — С. 219—231.
- Кузьмин А. Сионизм: теория и практика // Молодая гвардия. — 1974. — № 10. — С. 301—308.
- Об этнической природе варягов (К постановке проблемы) // Вопросы истории. — 1974. — № 11. — С. 54‒83.
- Начало новгородского летописания // Вопросы истории. — 1977. — № 1. — С. 59‒77.
- Русское просветительство XVIII века // Вопросы истории. — 1978. — № 1.
- Кузьмин А. Г. Новое исследование о сионизме // Молодая гвардия. — 1979. — № 11.
- Истоки культовых особенностей западнославянских языческих храмов // Вопросы истории. — 1980. — № 4.
- Принятие христианства на Руси // Вопросы научного атеизма. Вып. 25. Атеизм, религия, церковь в истории СССР / Акад. обществ. наук ЦК КПСС. Ин-т научного атеизма. — М.: Мысль, 1980. — С. 7—35. — 341 с. — 20 000 экз.
- Церковь и светская власть в эпоху Куликовской битвы // Вопросы научного атеизма. Вып. 37. Православие в истории России / Редкол. В. И. Гараджа (отв. ред.) и др.; Акад. обществ. наук ЦК КПСС. Ин-т научного атеизма. — М.: Мысль, 1988. — С. 90—99. — 303 с. — 20 700 экз. — ISBN 5-244-00202-3.
- Истоки русского национального характера // Статья публиковалась в сборнике «Русский народ: историческая судьба в XX веке». М., 1993.
- Кузьмин А. Г. Арийские руны на Влесовых струнах // Литературная Россия. — 1995. — С. 32—33.